# Орасио Етчегоен
Орасио Етсегоен (на испански: Horacio Etchegoyen) е аржентински психоаналитик, избран за председател на Международната психоаналитична асоциация през 1991 година.

## Биография
Роден е на 13 януари 1919 година в Буенос Айрес, Аржентина. Баща му е лекар, който умира, когато Орасио е на пет месеца. Завършва медицина в Университета в Ла Плата. По време на университетското си учене Етсегоен се бори против движението за реформация на университетите.
Анализиран е от Хайнрих Ракер и започва психоаналитичната си подготовка в Аржентина с Енрике Ривиере, Мари Лангер, Леон Гринберг и Хосе Блегер. Също така работи с Херберт Розенфелд и Хана Сегал. Етсегоен е повлиян от Ото Фенихел и неговата книга „Психоаналитичната теория на неврозите“, както и от произведенията на Мелани Клайн.
Етсегоен практикува частно в Ла Плата и преподава в Националния университет Cuyo от 1957 до 1965 г. През 1966 г. се премества в Лондон, където работи в клиника и е анализиран от Доналд Мелцер. Завръща се в Аржентина в рамките на една година и се присъединява към Аржентинската психиатрична асоциация, където от 1970 г. е предвидено обучение за докторанти в областта.
Етсегоен е първият латиноамерикански лекар, който има честта да бъде избран за председател на Международната психоаналитична асоциация.
Умира на 2 юли 2016 година в Буенос Айрес на 97-годишна възраст.